# Egfrid

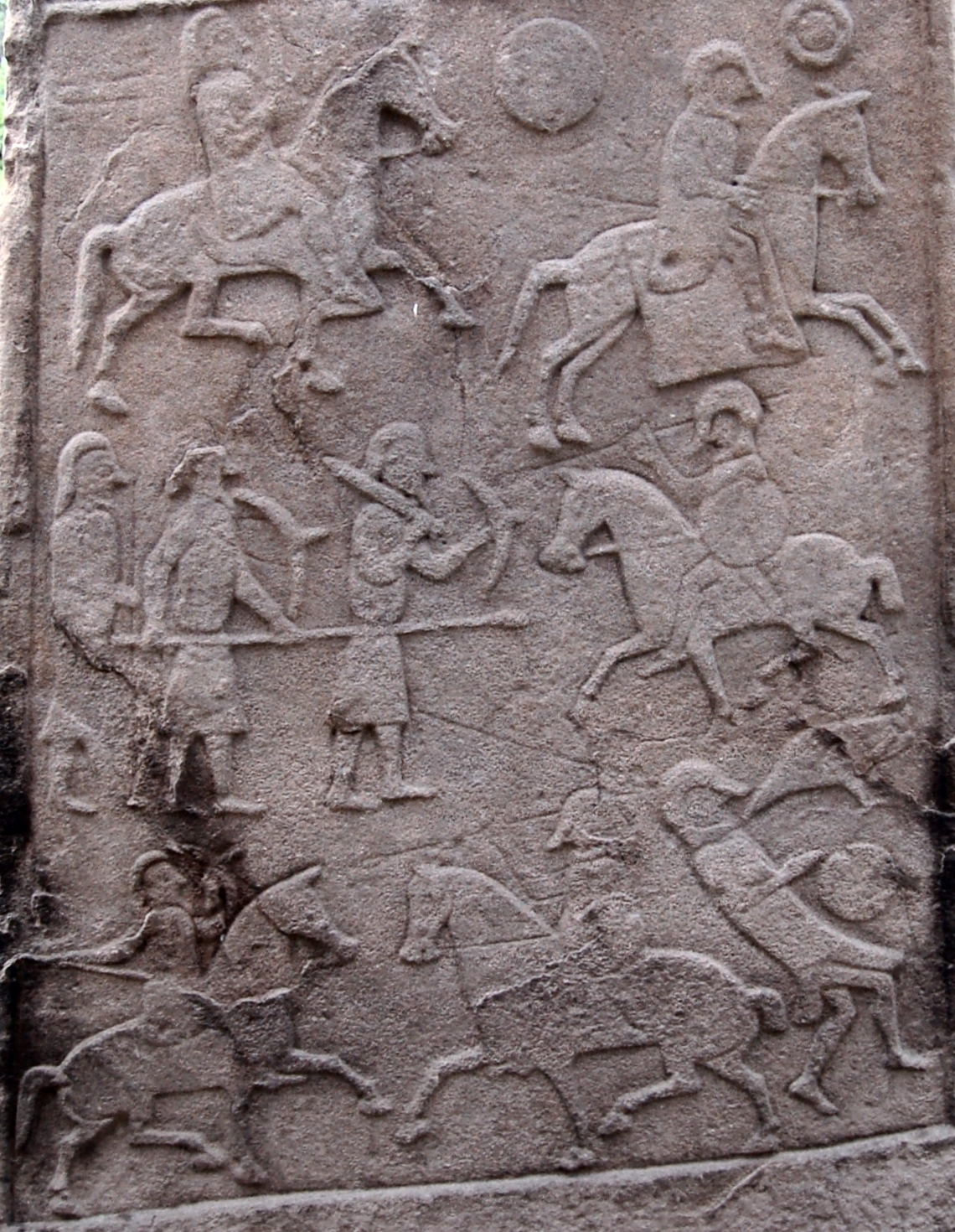
Pedra picta que representa la batalla de Dun Nechtain, en què va morir el rei Egfrid

Egfrid o Ecgfrith (c. 645 – 20 de maig del 685) va ser rei de Deira del 664 al 670 i, posteriorment a aquesta data, monarca del regne unificat de Northúmbria fins a la seva mort, el 685. Si bé Northúmbria arribà al punt àlgid de la seva hegemonia durant el govern d'Egfrid, el seu regnat va acabar amb una desastrosa derrota en la batalla de Nechtansmere, en què Egfrid va perdre la vida als 40 anys.

## Joventut
Egfrid va néixer el 645, fill del rei Oswiu i la seva esposa Eanflæd. Als 10 anys, quan Penda va envair Northúmbria, el jove Egfrid fou pres com a ostatge i enviat a la cort de Mèrcia, d'on va tornar fins que Penda fou finalment derrotat i mort a mans d'Oswiu durant la batalla de Winwaed. Amb Penda mort i per tal d'assegurar l'hegemonia de Northúmbria sobre els altres regnes anglosaxons, Oswiu arranjà el matrimoni entre Egfrid i Eteldreda (Æthelthryth), filla d'Anna de l'Ànglia Oriental, possiblement quan Egfrid tenia 15 anys.
Egfrid fou proclamat rei de Deira el 664, que en aquell temps era un regne vassall de Northúmbira.

## Rei de Northúmbria
Quan el seu pare va morir l'any 670 d'una malaltia, ell va heretar el títol de rei de Bernícia i col·locà en el tron de Deira el seu germà Aldfrith.
El 671, en la batalla dels Dos Rius, Egfrid va sufocar una rebel·lió dels pictes i aprofità la victòria per prendre el control del territori entre el fiord de Forth i el riu Tweed, que passaria a mans de Northúmbria durant els següents catorze anys.
En la seva vida personal, la seva esposa Eteldreda el va deixar per esdevenir monja i entrar al monestir de l'abadessa Æbbe, tieta d'Egfrid. Un any més tard, Eteldreda fundava l'abadia d'Ely.
El 674, Egfrid va repel·lir l'atac del rei de Mèrcia Wulfhere, i prengué possessió del Regne de Lindsey. El 679 lluitava de nou contra les forces de Mèrcia, aquest cop dirigides pel germà de Wulfhere, Etelred, casat amb la germana d'Egfrid, Osthryth. Després de la intervenció de l'arquebisbe de Canterbury en el conflicte, el territori de Lindsey fou retornat a Mèrcia.
El juny del 684, Egfrid va enviar una força d'assalt a Brega, Irlanda, liderada pel seu general Berht, que retornà amb un gran nombre d'esclaus i tresors de moltes esglésies i monestirs que van atacar. Les raons d'aquesta batuda no són clares, encara que és sabut que la ràtzia fou fortament condemnada per Beda i altres personalitats de l'Església.

## Mort
El 685 Egfrid es posava de nou al davant del seu exèrcit per lluitar contra els pictes de Fortriu, dirigits pel seu cosí Bridei mac Bili.
El 20 de maig les dues forces lliuraven la batalla de Nechtansmere. Egfrid fou derrotat i mort, a l'edat de 40 anys. La derrota debilità seriosament el poder de Northúmbria al nord i Beda considera aquesta data el començament de la decadència del regne. Egfrid fou enterrat a Iona i succeït al tron pel seu mig germà, Aldfrid.

## Encunyació
Egfrid fou dels primers reis de Northúmbria, i potser dels primers governants anglosaxons, a encunyar un penic de plata, el qual esdevindria el puntal de l'encunyació anglesa als segles següents.